# Clypeaster euclastus
Clypeaster euclastus is een zee-egel uit de familie Clypeasteridae.
De wetenschappelijke naam van de soort werd in 1941 gepubliceerd door Hubert Lyman Clark.